# Atollo Shaviyani
L'atollo Shaviyani è un atollo situato nella parte settentrionale delle Maldive tra i 6° 00' N e 6° 30' N di latitudine e il 72° 55' E e 73° 18' E di longitudine.
Noto anche con il nome di North Miladhummadulu l'atollo è situato tra gli atolli di Haa Dhaalu  (South Thiladhunmathi) e l'atollo di Atollo Noonu (South Miladhunmathi). Il nome dell'atollo deriva da una delle isole chiamata Miladhoo.  È il terzo atollo partendo da nord per cui gli è stata assegnata la lettera C come codice atollo.
La parte orientale dell'atollo è affacciata sull'oceano Indiano e comprende l'ampio canale di Noomara.
È composto da 51 isole di cui solo 16 sono abitate. Le isole sono di dimensioni ridotte, nove hanno una superficie inferiore all'ettaro. La ridotta superficie delle isole lo rende uno degli atolli più vulnerabili al rischio ambientale.
La risorsa economica primaria è la pesca.

## Isole abitate
Bileffahi Feevah Feydhoo Firunbaidhoo Foakaidhoo Funadhoo Goidhoo Kanditheemu Komandoo Lhaimagu Maakandoodhoo Maaungoodhoo Maroshi Milandhoo Narudhoo Noomaraa.